# هجین
هجین، روستایی از توابع بخش مرکزی شهرستان بردسیر در استان کرمان ایران است.
این روستا که در فاصله ۱۵ کیلومتری شمال شهرستان بردسیر واقع شده است دارای ابو هوای تقریبا خنک و زمستانهای سزد را همراه دارد .
محصول اصلی این روستا در قدیم بیشتر تریاک و کولک چقندر جو و گندم بوده که توسط اربابان اداره میشده و پس اصلاحات عرضی  و تعلق گرفتن زمینهای کشاورزی به رعیت به پسته کاری و پرورش این محصول روی اورده  که به علت وجود اب شیرین جهت ابیاری درختان پسته  مغز  پسته این منطقه بسیار سبز رنگ و شیرین و خوش طعم میباشد که هم اکنون به مرکز طلای سبز شهرستان معروف میباشد و کیفیت مغز ان بسیار بالاتر دیگر شهرستانها میباشد ٫
در این روستا یک ابشار وجود دارد که در سالهای گذشته که اب و بارندگی  بیشتر بود مردم برای اب تنی به این قسمت میرفتن و حسابی در دل تابستان برای خود خوشگذرانی میکردن ولی در حال حاضر به علت کمبود بارندگی در تابستان عملا اب بسیار کمی دارد 
از مکانهای معروف این روستا میتوان به مکان زیارتی پیرمرد خدا که به قرن ۶ و ۷ هجری قمری باز میگردد اشاره کرد 
و مرقد چهار شهید به نامهای عباس هجینی تژاد ،غلامرضا رمضانی ،علی رضا امیر پور سعید، حمید رضا موسی پور وحسین قرائی خضری
در این روستا فامیل امیر پور سعید از اصیل ترین فامیلهای این روستا میباشد و فامیلهای ،رمضانی،اژنده،اژ، گلومکی ،یزدی،کبوترخانی، هجینی نژاد، معصومی،حسنی،قرایی خضری دیگر فامیلهای در این روستا میباشد 
و اکثرا مردم برای شناشایی یا معرفی همدیگر از نام فرد به اضافه نام پدرش و پدربزرگش استفاده میکنن برا مثال اصغر حسین غلامرضا ,یعنی اصغر فرزند حسین نوه غلامرضا یا امیرمحمد علیرضا بهمن یعنی امیر محمد پسر علیرضا و نوه بهمن که راه اسانی برای تشخیص یا معرفی افراد میباشد,,,,

## جمعیت
این روستا در دهستان مشیز قرار دارد و براساس سرشماری مرکز آمار ایران در سال ۱۳۹۰، جمعیت آن ۸۱۳ نفر (۲۲۳خانوار) بوده‌است.